# Liste der Naturschutzgebiete im Oberbergischen Kreis
Die Liste der Naturschutzgebiete im Oberbergischen Kreis enthält die Naturschutzgebiete des Landkreises Oberbergischer Kreis in Nordrhein-Westfalen.

## Liste
| Schlüsselnr. | Gemeinde      | Gebietsname                                                  | Fläche in ha | Bild                       |
| ------------ | ------------- | ------------------------------------------------------------ | ------------ | -------------------------- |
| GM-013       | Bergneustadt  | Mummicker-Siefen                                             | 3,5000       |                            |
| GM-014       | Bergneustadt  | Rengsetal                                                    | 12,1036      | NSG Rengsetal              |
| GM-003       | Engelskirchen | Altenberg und Aggertalhöhlen                                 | 48,2167      | weitere Bilder             |
| GM-009       | Engelskirchen | Weinberg bei Ründeroth                                       | 18,5850      |                            |
| GM-037       | Engelskirchen | Grube Kastor                                                 | 4,4727       | weitere Bilder             |
| GM-038       | Engelskirchen | Felsenthal                                                   | 90,6132      | weitere Bilder             |
| GM-041       | Engelskirchen | Teichwiese                                                   | 10,4591      |                            |
| GM-048       | Engelskirchen | Aggeraue Ehreshoven mit Weierberg                            | 71,3079      |                            |
| GM-049       | Engelskirchen | Aggeraue Ohl-Grünscheid                                      | 24,6565      |                            |
| GM-059       | Engelskirchen | Agger-Hangwald Engelskirchen                                 | 1,5250       |                            |
| GM-060       | Engelskirchen | Schluchtwälder und Siefen bei Bellingroth                    | 6,5672       |                            |
| GM-061       | Engelskirchen | Orchideenwiese Nuerschen                                     | 2,4428       |                            |
| GM-062       | Engelskirchen | Schlosswald Ehreshoven                                       | 7,6068       |                            |
| GM-063       | Engelskirchen | Lützenbachtal                                                | 6,1618       |                            |
| GM-064       | Engelskirchen | Loopebachtal mit Nebentälern                                 | 72,0757      |                            |
| GM-065       | Engelskirchen | Bliesenbach-Hundskopf                                        | 51,6286      |                            |
| GM-066       | Engelskirchen | Schimmelhau-Buschhardt-Burscheid                             | 206,3067     |                            |
| GM-067       | Engelskirchen | Kaltenbachtal                                                | 16,9672      |                            |
| GM-068       | Engelskirchen | Waldbereich südlich Daxborn                                  | 4,0051       |                            |
| GM-069       | Engelskirchen | Hipperich                                                    | 18,3495      |                            |
| GM-070       | Engelskirchen | Oberes Schlingenbachtal                                      | 7,3109       |                            |
| GM-071       | Engelskirchen | Rafelsberg                                                   | 46,2296      |                            |
| GM-072       | Engelskirchen | Buchenwald nördlich Heckhaus                                 | 2,5991       |                            |
| GM-073       | Engelskirchen | Grube Silberkaule                                            | 1,4881       |                            |
| GM-074       | Engelskirchen | Heckberg                                                     | 2,8354       |                            |
| GM-075       | Engelskirchen | Wallefelder Höhlen                                           | 0,6179       |                            |
| GM-038       | Gummersbach   | Felsenthal                                                   | 90,6132      | weitere Bilder             |
| GM-076       | Gummersbach   | Feuchtgebiet Kloster                                         | 1,6688       |                            |
| GM-035       | Hückeswagen   | Beverteich                                                   | 9,5084       | weitere Bilder             |
| GM-081       | Hückeswagen   | Wiebachtal und Talhänge                                      | 78,8862      | weitere Bilder             |
| GM-082       | Hückeswagen   | Dörpetal und Quellsiefen                                     | 24,4238      | weitere Bilder             |
| GM-083       | Hückeswagen   | Ufer und Talhänge der Wuppertalsperre                        | 65,2638      | weitere Bilder             |
| GM-084       | Hückeswagen   | Leiverbachtal und Talhänge                                   | 64,2629      | weitere Bilder             |
| GM-085       | Hückeswagen   | Stödterbachtal und Nebenbäche                                | 22,9774      | weitere Bilder             |
| GM-086       | Hückeswagen   | Purder Bachtal und Nebenbäche <LP Hückeswagen>               | 85,49        | weitere Bilder             |
| GM-087       | Hückeswagen   | Schneppenthaler Bachtal und Mohlsbachtal                     | 34,5796      | weitere Bilder             |
| GM-088       | Hückeswagen   | Wickesberger Bachtal und Seitenbäche                         | 14,1597      | weitere Bilder             |
| GM-089       | Hückeswagen   | Harthbachtal mit Nebenbächen und Hangwäldern                 | 26,6747      | weitere Bilder             |
| GM-090       | Hückeswagen   | Oberlauf der Großen Dhünn                                    | 10,08        | weitere Bilder             |
| GM-093       | Hückeswagen   | Hänge der Neyetalsperre                                      | 12,03        | weitere Bilder             |
| GM-094       | Hückeswagen   | Wupperaue bei Westenbrücke                                   | 31,76        | weitere Bilder             |
| GM-011       | Lindlar       | Dolomitsteinbruch Linde                                      | 14,4673      |                            |
| GM-015       | Lindlar       | Sülzbachaue                                                  | 5,07         | weitere Bilder             |
| GM-036       | Lindlar       | Oberkotten                                                   | 4,1036       | weitere Bilder             |
| GM-038       | Lindlar       | Felsenthal                                                   | 90,6132      | weitere Bilder             |
| GM-039       | Lindlar       | Waldmeister-Buchenwald bei Rölenommer                        | 3,1012       | weitere Bilder             |
| GM-040       | Lindlar       | Steinbruch Bolzenbach                                        | 4,2148       |                            |
| GM-042       | Lindlar       | Olpebachtal                                                  | 1,22         |                            |
| GM-106       | Lindlar       | Oberes Lindlarer Sülztal                                     | 51,06        | weitere Bilder             |
| GM-004       | Marienheide   | Quellgebiet der Wupper                                       | 3,4880       | NSG Quellgebiet der Wupper |
| GM-007       | Marienheide   | Steinbruch mit Höhle am Schieferstein (Höllöcher)            | 7,6096       | weitere Bilder             |
| GM-051       | Marienheide   | Nass- und Feuchtgrünlandkomplex östlich Holzwipper           | 2,30         | weitere Bilder             |
| GM-077       | Marienheide   | Wipperaue Eulenbecke                                         | 21,9442      | weitere Bilder             |
| GM-078       | Marienheide   | Wupperaue bei Gogarten                                       | 6,9574       | weitere Bilder             |
| GM-079       | Marienheide   | Quellbach- und Laubwaldbereich im Gervershagener Forst       | 13,8209      |                            |
| GM-080       | Marienheide   | Quellbach- und Laubwaldbereich Deipensiefen                  | 7,2967       |                            |
| GM-012       | Morsbach      | Steinbruch Halle                                             | 6,1439       |                            |
| GM-025       | Morsbach      | Römerbachtal                                                 | 6,4169       |                            |
| GM-026       | Morsbach      | Warnsbachtal                                                 | 2,7554       |                            |
| GM-029       | Morsbach      | Heiderhardt                                                  | 7,9064       |                            |
| GM-030       | Morsbach      | Zielenbacher Tal                                             | 11,3914      |                            |
| GM-033       | Morsbach      | Hangmulde Strasserhof                                        | 8,0690       |                            |
| GM-034       | Morsbach      | Haus Ley                                                     | 1,1131       |                            |
| GM-016       | Nümbrecht     | Hillenbach-Tal                                               | 9,9416       |                            |
| GM-017       | Nümbrecht     | Brölbach-Aue Große Wiese und Dicksteinswiese                 | 28,5684      |                            |
| GM-018       | Nümbrecht     | Brölbach-Aue Auf dem Auel bei Homburg-Bröl                   | 15,9945      |                            |
| GM-019       | Nümbrecht     | Laubwald mit Quellrinnen südlich Schloss Homburg             | 9,4070       |                            |
| GM-020       | Nümbrecht     | Laubwaldkomplex Starksfeld und Rennbahnsköpfchen             | 24,8101      |                            |
| GM-021       | Nümbrecht     | Feuchtgebiet Harscheider Bach-Tal bei Geringhauser Mühle     | 4,0368       |                            |
| GM-054       | Radevormwald  | Uelfetal mit Nebentälern                                     | 89,6836      | weitere Bilder             |
| GM-057       | Radevormwald  | Wupper bei Radevormwald                                      | 120,8236     | weitere Bilder             |
| GM-092       | Radevormwald  | Wiebachtal und Siepener Bachtal                              | 81,54        | weitere Bilder             |
| GM-002       | Reichshof     | Wacholdergelände bei Branscheid                              | 4,2450       |                            |
| GM-013       | Reichshof     | Mummicker-Siefen                                             | 3,5000       |                            |
| GM-044       | Reichshof     | Wacholderbestände bei Wildberg                               | 4,8478       |                            |
| GM-055       | Reichshof     | Grünlandkomplex westlich Löffelsterz                         | 3,6907       |                            |
| GM-058       | Reichshof     | Puhlbruch / Silberkuhle                                      | 385,2430     |                            |
| GM-091       | Reichshof     | Steinbruch und Talhänge bei Bieberstein                      | 10,47        |                            |
| GM-130       | Reichshof     | Laubwälder am Mun-Depot                                      | 22,7         |                            |
| GM-001       | Waldbröl      | Neuenhähnen                                                  | 6,5112       |                            |
| GM-005       | Waldbröl      | Kesselsiefen                                                 | 9,7298       |                            |
| GM-023       | Waldbröl      | Westerbachtal                                                | 7,9924       |                            |
| GM-024       | Waldbröl      | Hufener Bachtal                                              | 10,4178      |                            |
| GM-027       | Waldbröl      | Galgenberg (Zone I und II)                                   | 73,3090      |                            |
| GM-028       | Waldbröl      | Schnörringer Bachtal                                         | 3,1730       |                            |
| GM-032       | Waldbröl      | Magerwiese Bettenhagen                                       | 7,0493       |                            |
| GM-050       | Waldbröl      | Hohes Wäldchen II                                            | 1,1434       |                            |
| GM-010       | Wiehl         | Steinbruch Morkepütz                                         | 9,4733       | weitere Bilder             |
| GM-043       | Wiehl         | Wiehltalaue Oberwiehl-Bieberstein                            | 26,7224      |                            |
| GM-045       | Wiehl         | Steinbruch Wiehau                                            | 13,40        |                            |
| GM-046       | Wiehl         | Friesenauel                                                  | 15,53        |                            |
| GM-052       | Wiehl         | Steinbruch Weiershagen                                       | 14,42        |                            |
| GM-056       | Wiehl         | Immerkopf                                                    | 60,3489      |                            |
| GM-008       | Wipperfürth   | Wupperaue                                                    | 124,30       | weitere Bilder             |
| GM-095       | Wipperfürth   | Neye-Oberlauf                                                | 59,58        | weitere Bilder             |
| GM-096       | Wipperfürth   | Neyetalsperre                                                | 338,30       | weitere Bilder             |
| GM-097       | Wipperfürth   | Berrenbecke                                                  | 5,59         | weitere Bilder             |
| GM-098       | Wipperfürth   | Hangquellmoor Kupferberg                                     | 19,55        | weitere Bilder             |
| GM-099       | Wipperfürth   | Ibachtal und Nebenbäche                                      | 26,76        | weitere Bilder             |
| GM-100       | Wipperfürth   | Oberläufe der Großen Dhünn                                   | 73,08        | weitere Bilder             |
| GM-101       | Wipperfürth   | Steinbruch am Wahlberg                                       | 13,84        | weitere Bilder             |
| GM-102       | Wipperfürth   | Purder Bachtal <LP Wipperfürth>                              | 2,42         | weitere Bilder             |
| GM-103       | Wipperfürth   | Mausbachtal                                                  | 23,67        | weitere Bilder             |
| GM-105       | Wipperfürth   | Schwarzenbachtal                                             | 8,07         | weitere Bilder             |
| GM-107       | Wiehl         | Schladerwiesen                                               | 14,07        |                            |
| GM-108       | Wiehl         | Spülteiche bei Forst                                         | 8,42         |                            |
| GM-109       | Wiehl         | Kallberg                                                     | 6,37         |                            |
| GM-110       | Wiehl         | Scherbusch                                                   | 61,44        |                            |
| GM-111       | Wiehl         | Loopebachquellen                                             | 10,16        |                            |
| GM-112       | Wiehl         | Laubwaldkomplex „In den Eichen“                              | 52,74        |                            |
| GM-113       | Wiehl         | Steinbruch Jürgesbruch                                       | 9,60         |                            |
| GM-114       | Wiehl         | Dornhecke I                                                  | 0,75         |                            |
| GM-115       | Wiehl         | Streuobstwiese und Magergrünland Am Stichelberg              | 3,94         |                            |
| GM-116       | Reichshof     | Dreisbachtal und Nebenbäche                                  | 17,62        |                            |
| GM-117       | Reichshof     | Dreschhauser Bachtal und Nebenbäche                          | 33,19        |                            |
| GM-118       | Reichshof     | Hänge und Talräume bei Heikhausen                            | 32,89        |                            |
| GM-119       | Reichshof     | Sangenberg-Dornhecke                                         | 46,31        |                            |
| GM-120       | Reichshof     | Wiehltal zwischen Wildbererhütte und Wiehl                   | 24,29        |                            |
| GM-121       | Reichshof     | Bieberstein-Steinbreche                                      | 23,04        |                            |
| GM-122       | Reichshof     | Wiehlaue Brüchermühle                                        | 18,21        |                            |
| GM-123       | Reichshof     | Asbachtal                                                    | 15,00        |                            |
| GM-124       | Reichshof     | Heidsiefen und Herzsiefen mit angrenzenden Laubholzbereichen | 17,84        |                            |
| GM-125       | Reichshof     | Steinbruch Ulbert                                            | 3,64         |                            |
| GM-126       | Reichshof     | Aubachtal und Nebenbäche                                     | 36,13        |                            |
| GM-127       | Reichshof     | Kötzel                                                       | 7,02         |                            |
| GM-128       | Reichshof     | Wiehltalsperre                                               | 964,03       | NSG Wiehltalsperre         |
| GM-129       | Reichshof     | Streesharthbach und Nebenbäche                               | 23,04        |                            |
| GM-130       | Reichshof     | Laubwälder am Mun-Depot                                      | 22,62        |                            |
| GM-131       | Radevormwald  | Reebeck und Braaker Siepen                                   | 18,5         | weitere Bilder             |
| GM-132       | Radevormwald  | Spreeler Bachtal                                             | 21,0         | weitere Bilder             |
| GM-133       | Radevormwald  | Oberes Freebachtal                                           | 14,29        | weitere Bilder             |
| GM-134       | Radevormwald  | Brebachtal und Baumer Berg                                   | 20,36        | weitere Bilder             |